# Adolphe Laferrière
Adolphe Laferrière, all'anagrafe Louis-Fortuné-Adolphe de la Ferrière (Alençon, 12 aprile 1806 – Parigi, 16 luglio 1877), è stato un attore teatrale francese.

## Biografia
Dal 1828 recitò al  teatro Ambigu per poi passare al Théâtre Porte Saint-Martin e dunque in Russia (1834). Tornato nel 1837, si esibì alla Gaîté e quindi al Vaudeville (1840-1845); passato al  Théâtre Historique e all'Odéon (1853), nel 1876 pubblicò il volumetto autobiografico Memorie.